# Hằng số Faraday
Trong vật lý và hóa học, hằng số Faraday là tích giữa điện tích cơ bản e với hằng số Avogadro. Là điện lượng đi qua dung dịch điện phân làm thoát ra ở điện cực 1 mol chất đơn hoá trị.
F = 96485.33212... C/mol
Hằng số F được biểu diễn:
{\displaystyle F\ =eN_{A}}
với:
e = 1,602176634×10−19 C
NA = 6,02214076×1023 mol−1
NA là hằng số Avogadro, và e là điện tích nguyên tố.